# Pikesville
Pikesville és una concentració de població designada pel cens dels Estats Units a l'estat de Maryland. Segons el cens del 2000 tenia 29.123 habitants.

## Demografia
Segons el cens del 2000, Pikesville tenia 29.123 habitants, 12.747 habitatges, i 8.145 famílies. La densitat de població era de 906,8 habitants per km².
Dels 12.747 habitatges en un 24,1% hi vivien nens de menys de 18 anys, en un 54,9% hi vivien parelles casades, en un 7% dones solteres, i en un 36,1% no eren unitats familiars. En el 30,5% dels habitatges hi vivien persones soles el 14,9% de les quals corresponia a persones de 65 anys o més que vivien soles. El nombre mitjà de persones vivint en cada habitatge era de 2,25 i el nombre mitjà de persones que vivien en cada família era de 2,81.
Per edats la població es repartia de la següent manera: un 19,7% tenia menys de 18 anys, un 5,3% entre 18 i 24, un 24,4% entre 25 i 44, un 27% de 45 a 60 i un 23,6% 65 anys o més.
L'edat mediana era de 45 anys. Per cada 100 dones de 18 o més anys hi havia 81 homes.
La renda mediana per habitatge era de 58.598 $ i la renda mediana per família de 78.002 $. Els homes tenien una renda mediana de 52.079 $ mentre que les dones 37.179 $. La renda per capita de la població era de 41.035 $. Entorn del 5% de les famílies i el 6,9% de la població estaven per davall del llindar de pobresa.

## Poblacions més properes
El següent diagrama mostra les poblacions més properes.